# Liste des spécialistes antichars - 1939-1945
L'apparition du char de combat en 1916 bouleversa l'art de la guerre et remit en cause toute la conception tant tactique que stratégique, mais elle eut aussi pour conséquence de placer les combattants face à un adversaire d'un tout nouveau genre. Les théoriciens et instructeurs militaires durent élaborer de nouvelles tactiques destinées à permettre à l'infanterie, jusqu'alors épine dorsale de toute force militaire, de lutter avec une réelle probabilité de succès contre les tanks ennemis.

De 1916 à 1918, la seule parade efficace fut l'utilisation de pièces d'artillerie ouvrant le feu en tir tendu contre des blindés fort impressionnants mais, en réalité, très vulnérables du fait de leur extrême lenteur. À la même époque les divers services techniques des belligérants tentèrent de mettre au point des armes antichars légères et maniables pour en doter des unités spécialisées de fantassins : cela déboucha sur la création de fusils antichars, dont l'utilisation devait se révéler peu performante. 
C'est durant la Seconde Guerre mondiale que le combat antichar fournit les premiers résultats probants. Outre la mise au point d'une artillerie antichar efficace (exemple : l'utilisation du canon de 88 mm par les Allemands), les diverses armées élargirent le champ de compétences d'armes nouvelles, créant ainsi des escadrilles d'aviation d'assaut et des unités de blindés spécifiquement chargées de traquer et détruire les tanks adverses. Parmi ces armes nouvelles citons, dans l'aviation, les escadres de Stuka allemands, de Sturmovik soviétiques et de Typhoon britanniques, et, dans les chars, le rôle prééminent joué par les Tigre I, les Staline et autres chasseurs de chars. 
En ce qui concerne les fantassins de première ligne, ils se virent peu à peu doter d'armes portatives de plus en plus efficaces et, en moins de 5 années de conflit, passèrent du fusil A/C Boyd anglais ou Degtyarev soviétique à la Teller-Mine puis au bazooka ou au panzerfaust, qui leur permirent enfin de lutter à armes égales face aux chars ennemis.
Néanmoins, aussi sophistiquées que fussent ces nouvelles armes, il n'en demeura pas moins que seuls des soldats motivés et entraînés pouvaient les utiliser sur le champ de bataille. Un tel état de fait était d'une telle évidence que les divers états-majors s'empressèrent de donner un maximum de publicité aux faits d'armes de chacun des "panzerknacker" (casseurs de chars) ; suivirent la reconnaissance officielle, sous forme de décorations prestigieuses et d'insignes spéciaux (institué le 9 mars 1942 pour la version argent et le 18 décembre 1943 pour la version or), et la naissance de "légendes" vivantes d'un nouveau type.
L'insigne d'argent est attribué à chaque militaire qui réussit à détruire un véhicule blindé ennemi en utilisant un armement individuel. Pour chaque véhicule détruit, le "Casseur de Char" reçoit un insigne dans sa version argent. À 5 destructions, les insignes d'argent sont remplacés par un insigne d'or. Celui-ci est valable pour tous les multiples de 5.
Cette distinction récompense, également par effet rétroactif, toutes les victoires acquises depuis le 22 juin 1941.
Ces insignes sont portés sur la manche droite de la vareuse, à mi-chemin entre l'épaule et le coude.
Le nombre croissant de blindés soviétiques sur le front russe n'a fait qu'augmenter les opportunités d'obtenir ces insignes.
Très rares ont été les militaires capables de multiplier les destructions de blindés.
L'Oberstleutnant Gunther Viezeg du Régiment de Grenadier no 7 a remporté au total 21 victoires. C'est vite devenu le score à battre pour les "Casseurs de Chars". Personne n'a réussi à le dépasser...

## As de l'artillerie antichars

### As alliés
Malgré tout ce que l'on peut dire[Qui ?], les meilleurs antichars (les plus efficaces et pas forcément les plus blindés) parmi les alliés étaient français. La rapide défaite n'a pas permis à cette dernière[Qui ?] de les utiliser correctement même si quelques victoires sont à signaler pendant l'offensive allemande[Lesquelles ?].[réf. nécessaire]

## As de l'infanterie
Dans les listes qui suivent seuls sont pris en compte les succès des fantassins, de quelque nationalité qu'ils soient, ayant détruit des chars ennemis en utilisant uniquement des armes antichars portatives : lance-roquettes de type panzerfaust, panzerschreck, bazooka, PIAT ; mines magnétiques manuelles et autres fusils A/C ainsi qu'à l'aide de moyens "bricolés", tels que paquets de grenades liées ensemble et autres cocktails Molotov.

### As de la Wehrmacht
| Nom                  | Chars détruits | Remarques              |
| -------------------- | -------------- | ---------------------- |
| Gunther Viezeg       | 21             | record mondial         |
| Frithjof-elmo Porsch | 20             |                        |
| Heinz Heuer          | 13             |                        |
| Wilhelm Weber        | 13             |                        |
| Wily Fey             | 12             |                        |
| Adolf Peichl         | 11             |                        |
| Karl-heinz Giesler   | 11             |                        |
| Ehlers               | 9              |                        |
| Gustav Walle         | 8              |                        |
| Eugène Vaulot        | 8              | volontaire SS français |
| Nepomuk Stützle      | 7              |                        |
| Josef Fink           | 7              |                        |
| Kerst                | 7              |                        |
| François Apollot     | 6              | volontaire SS français |
| Hans Jäckel          | 5              |                        |
| Peter Kiesgen        | 5              |                        |
| Johannes Lutz        | 5              |                        |
| Johannes Modick      | 5              |                        |
| Georg Nietert        | 5              |                        |
| Walter Voigt         | 5              |                        |
| Herman Dropmann      | 5              |                        |

### As finlandais
| Nom              | Grade      | Nombre de chars détruits |
| ---------------- | ---------- | ------------------------ |
| Ville Väisänen   | caporal    | 8                        |
| Eero Seppänen    | soldat     | 7                        |
| Gregotius Ekholm | lieutenant | 7                        |

### As soviétiques
| Nom              | Grade              | Tanks détruits |
| ---------------- | ------------------ | -------------- |
| Ivan Derevjanko  | sergent            | 10             |
| Ilya Kaplounov   | soldat             | 9              |
| Semen Antipkin   | soldat             | 8              |
| Piotr Boloto     | sergent            | 8              |
| Pavel Bannov     | sergent            | 8              |
| Blinov           | soldat de la garde | 6              |
| Malenkov         | soldat             | 6              |
| Roman S.Smischuk | soldat             | 6              |